# Jean Psichari
Pour les articles homonymes, voir Psichari.
Jean Psichari (en grec moderne : Γιάννης Ψυχάρης, Yánnis Psycháris, parfois Ιωάννης Ψυχάρης, Ioánnis Psycháris ; Odessa, 3 mai 1854 (15 mai dans le calendrier grégorien) - Paris, 29 septembre 1929) est un écrivain, érudit et universitaire franco-grec, ardent défenseur de la langue démotique grecque.

## Vie privée
Sa famille était originaire de Chios. Il naquit à Odessa, alors en Ukraine. Après un court séjour à Constantinople durant son enfance, il s'installa définitivement en France à l'âge de quatorze ans. Il figure notamment parmi les meilleurs élèves du lycée Thiers de Marseille avant de poursuivre ses études à l'École des langues orientales.
En 1882, il épousa la fille d'Ernest Renan, Noémi (1862-1943), qui lui donna plusieurs enfants, dont Ernest Psichari (1883-1914, mort pour la France), Henriette Psichari (1884-1972, future Mme Gabriel Revault d'Allonnes), Michel Psichari (1887-1917, mort pour la France) et Corrie Psichari (future Mme Robert Siohan). La famille Psichari-Renan habita jusqu'en 1913 dans la demeure familiale de la grand-tante de Noémi, Mme Cornélia Scheffer-Marjolin : l'actuel Hôtel Scheffer-Renan, rue Chaptal, qui est aujourd'hui le Musée de la Vie romantique au cœur du quartier de la Nouvelle Athènes, à Paris. Après cette date, le ménage divorça et Noémi Renan choisit désormais de se faire appeler « Mme Renan ».
Le fils de Jean et Noémi, Michel Psichari, qui mourut le 19 janvier 1917 dans les combats du Mont Cornillet, avait épousé, très jeune, au printemps 1908, Suzanne, la fille d'Anatole France. Elle-même mourut en 1918, en laissant un fils orphelin.
Jean Psichari meurt le 29 septembre 1929, où ont lieu ses obsèques. Il est ensuite enterré sur l'île de Chios.

## Carrière
Jean Psichari a d'abord été attiré par des études en littérature (en particulier le XVIIe siècle), mais il suit bientôt le conseil de Renan de s'intéresser à l'Orient. Il se lance dans une discipline encore nouvelle à cette époque, l'histoire du grec moderne, et décide aussi d'écrire des romans en langue grecque populaire, qui à ce moment n'est pas encore fixée sous une forme littéraire. Dès lors sa vie et son œuvre se sont concentrées sur la question linguistique en Grèce.
Il effectue quelques voyages dans ce pays, après quoi il devient directeur d'études à l'École pratique des hautes études (en 1885) dans une chaire nouvellement créée de philologie byzantine et néo-grecque; il est ensuite professeur à la Sorbonne,
Durant l'été 1886, il participe à un congrès philologique à Constantinople, ce qui sera l'occasion d'étudier certains dialectes néo-grecs des environs et de Smyrne. Il se rend ensuite à Athènes et à Chios, toujours pour y étudier les dialectes.
En 1887, il entre à l'École des langues orientales comme répétiteur de grec moderne. Il est bientôt nommé directeur d'études de la Section des sciences historiques et philologiques (1896) et devient professeur titulaire de grec moderne en 1904, succédant à Émile Legrand,. C'est là qu'il développe une doctrine sur l'emploi du grec moderne démotique, et qu'il publie des essais de philologie et de linguistique qui vont contribuer à la promotion du grec moderne, parmi lesquels Essais de grammaire historique néo-grecque, (1884) qui cherchent à établir les lois de cette langue, puis Études de philologie néo-grecque (1892), dans lesquels il étudie son évolution.
Il avait d'ailleurs effectué en 1886 un voyage en Grèce qui lui avait inspiré Mon Voyage (1888), plaidoyer en faveur de la langue démotique. Cet ouvrage est une des premières œuvres littéraires grecques rédigée en langue populaire. Il devint alors le maître à penser des démoticistes dans la question linguistique grecque.
Par ailleurs, il est écrivain et produit des romans et des nouvelles, en grec et en français. De 1902 à 1909, il réunit et publie en grec ses travaux littéraires et philologiques en cinq volumes. Il donna à l'ensemble le titre Roses et pommes (Rhoda kai mila).

### Engagement politique et distinction
Ardent dreyfusard, Jean Psichari est, le 4 juin 1898, l'un des 28 fondateurs de la ligue des droits de l'homme. Il est fait chevalier de la Légion d'honneur par décret du 19 février 1919.

## Ouvrages de J. Psichari
- (el) Jean Psichari, Το ταξίδι μου [« Mon voyage »], Athènes, S. K. Vlastos,‎ 1888 (lire en ligne)
- Jean Psichari, Études de philologie néo-grecque. Recherches sur le développement historique du grec, Paris, Emile Bouillon, 1892 (lire en ligne)

## Galerie

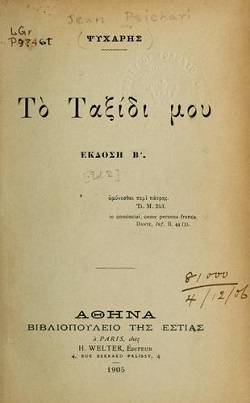
Mon Voyage. Édition de 1905.
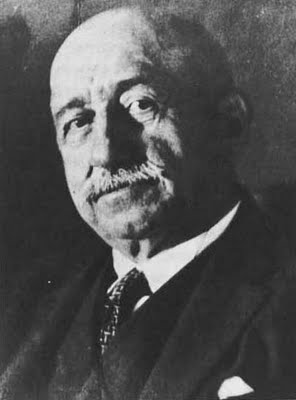
Jean Psichari (date inconnue).
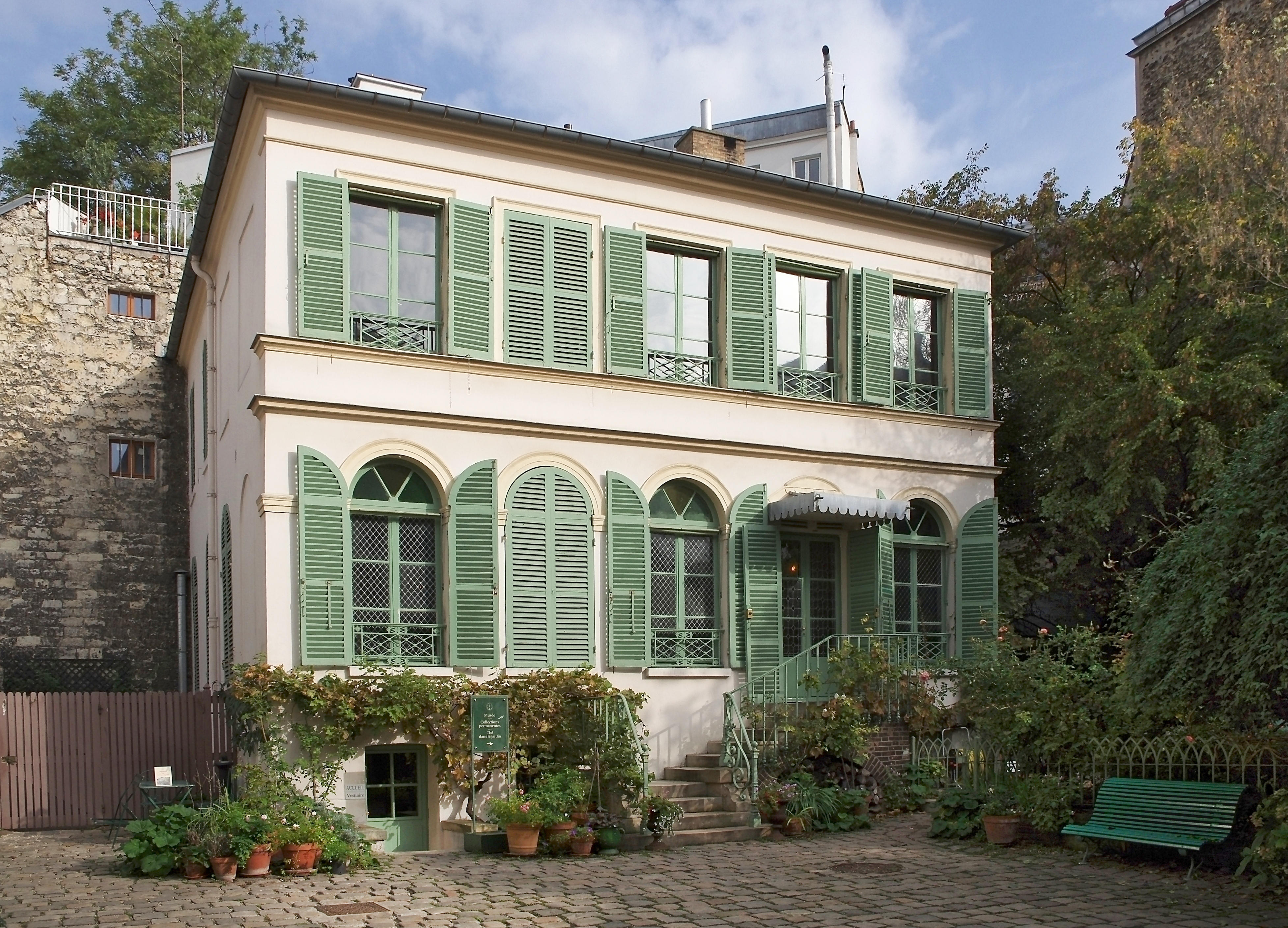
Hôtel Scheffer-Renan, rue Chaptal à Paris, où J. Psichari vécut de 1882 à 1913.